# Rolf Kaemmer
Rolf Kaemmer (* 25. März 1949 in Bremen) ist ein ehemaliger deutscher Fußballspieler und -trainer. Der Mittelfeld- und Abwehrspieler hat bei Hannover 96 in der Fußball-Bundesliga von 1972 bis 1976 insgesamt 79 Ligaspiele mit sieben Toren absolviert.

## Karriere
Der gebürtige Bremer ist fußballerisch in der Leher Turnerschaft aufgewachsen und sammelte bereits 1968/69 in der Landesliga Bremen höherklassige Wettkampferfahrung. Zur Runde 1969/70 schloss er sich dem Amateurteam von Bremerhaven 93 an und belegte unter Trainer Werner Lang und mit Mannschaftskameraden wie Horst und Manfred Bertl in der Landesliga den 4. Rang. Das Spiel um den Norddeutschen Pokal am 26. Juli 1969 verloren die TuS-Amateure mit 3:8 gegen den VfL Osnabrück. In seinem zweiten Jahr in Bremerhaven, 1970/71, wurde der 1,84 m große Kaemmer in das Team in der zweitklassigen Fußball-Regionalliga Nord übernommen. Er debütierte am 16. August 1970 bei einem 3:3-Heimremis gegen den VfB Oldenburg in der Regionalliga. Er sammelte an der Seite von Mitspielern wie Torhüter Dieter Rost, Friedel Mensink und dem vormaligen Werder-Angreifer Gerhard Zebrowski in 31 Ligaeinsätzen wertvolle Spielerfahrung und konnte zehn Treffer beim Erreichen des achten Tabellenplatzes erzielen. Nachdem er in seinem zweiten Regionalligajahr 1971/72 sein höherklassiges Können mit 32 Ligaeinsätzen und zwei Toren bestätigt hatte, bekam vom Bundesligisten Hannover 96 zur Saison 1972/73 ein Angebot und wurde Lizenzspieler bei den „Roten“.
Hier war der Defensivspieler die meiste Zeit Stammspieler und erlebte mit Hannover einen Abstieg (1974) und den direkten Wiederaufstieg. Kaemmer debütierte am 20. September 1972 in der Bundesliga. Er wurde in der 2. Halbzeit von Trainer Hans Hipp für Pedro Milašinčić beim 2:1-Heimerfolg gegen Eintracht Frankfurt eingewechselt. Seine Mannschaft konnte sich unter Hipp-Nachfolger Hannes Baldauf (ab 5. März 1973) knapp mit dem Erreichen des 16. Ranges den Klassenerhalt sichern. Kaemmer hatte an der Seite von Mannschaftskameraden wie Torhüter Franz-Josef Pauly, Peter Anders, Jürgen Bandura, Hans-Josef Hellingrath, Rainer Stiller, Ludwig Denz, Hans Siemensmeyer, Willi Reimann, Eckhard Deterding und Roland Stegmayer dabei in 28 Ligaspielen mitgewirkt und zwei Tore erzielt. Im zweiten Jahr, 1973/74, konnte auch der Trainerwechsel von Baldauf hin zu Helmut Kronsbein im März 1974 den Abstieg nicht verhindern. Der Mann aus Bremen hatte zwei Tore in 29 Bundesligaeinsätzen erzielt. Sein letztes Bundesligaspiel hatte er am 18. Mai 1974 bei einer 1:2-Auswärtsniederlage beim 1. FC Köln bestritten, wo er zusammen mit Denz und Siemensmeyer das Mittelfeld gebildet hatte. Kaemmer ging mit in die 2. Bundesliga und eröffnete am 11. August 1974 die Runde mit einer 1:3-Auswärtsniederlage bei Borussia Dortmund. Zur Halbzeit führte Hannover 96 mit 30:8 Punkten die Tabelle an und holte sich am Rundenende mit 54:22 Punkten die Meisterschaft und die Rückkehr in die Bundesliga. Kaemmer hatte alle 38 Ligaspiele bestritten und zehn Tore erzielt. Die Bundesligarunde 1975/76 beendete er mit seinen Mannschaftskollegen am 12. Juni 1976 mit einem 4:0-Heimerfolg gegen Kickers Offenbach, Hannover stieg aber als 16. sofort wieder in die 2. Liga ab.
Nach dem Abstieg wechselte er 1976 zum OSC Bremerhaven in die Amateur-Oberliga Nord. Es folgte der Meisterschaftsgewinn und nach der Aufstiegsrunde der Aufstieg in die 2. Bundesliga. Die erneute Rückkehr erlebte Kaemmer 1978/79 nach der Vizemeisterschaft in der Oberliga und dem Durchsetzen in den Entscheidungsspielen im Juni im Juni 1979 gegen den Berliner Meister Hertha Zehlendorf (4:5/1:0). Kaemmer spielte Libero und der junge Wolfgang Rolff machte im Mittelfeld auf sich aufmerksam. Den 1:0-Siegtreffer erzielte Kaemmer am 10. Juni vor 5.000 Zuschauern im Nordsee-Stadion fünf Minuten vor Spielende. Er wird mit 86 Spielen und 17 Toren in der Oberliga Nord geführt.
Nach dem 5. Rang 1980/81 mit dem OSC in der Oberliga – er lief auch noch in der Bremer Auswahl im Länderpokal gegen Berlin, Schleswig-Holstein und Bayern auf – wurde er Trainer des Amateurklubs Geestemünder SC, wo er anfangs auch noch als Spieler aktiv war.

### Statistik
| Liga          | Spiele (Tore) |
| ------------- | ------------- |
| Bundesliga    | 79 0(7)       |
| 2. Bundesliga | 86 (15)       |
| Regionalliga  | 63 (12)       |
| Oberliga      | 86 (17)       |
| Wettbewerb    |               |
| DFB-Pokal     | 06 0(0)       |